# Johan Jørgen Holst
Pour les articles homonymes, voir Holst (homonymie).
Johan Jørgen Holst (29 novembre 1937 - 13 janvier 1994) est un homme politique norvégien, membre du Parti du Travail, connu pour son rôle dans les Accords d'Oslo.

## Biographie
Il est Ministre de la Défense de 1986 à 1989, et de 1990 à avril 1993. Ensuite, il devient Ministre des Affaires étrangères jusqu'à sa mort en janvier 1994. Pendant ce court moment, il participe néanmoins au processus de paix israélo-palestinien et aux discussions tenues secrètes à Oslo, qui aboutissent aux Accords d'Oslo.
En décembre 1993, il souffre d'un léger accident vasculaire cérébral et est admis à l'hôpital. Il meurt un mois plus tard.
Il est marié à Marianne Heiberg (en).
À sa mémoire, la ville de Gaza créa le Parc Holst, un centre d'activités pour enfants de 6 à 15 ans.